# 洋务派
洋务派，是指清朝末期統治階級内部在「自強運動」中大力推行師法洋人，並付諸實施的清朝官員。與之相對應者是“守舊派”（也称“顽固派”）。

清政府洋务官员与洋大臣

## 定义
洋務派的骨幹均為在鎮壓太平天國運動、與外國進行外交談判活動中出身，因而對西方國家及其背景有著相当認識，尤其是對其強大的軍力記憶猶新；因而在洋務運動時期，洋務派一切活動均以發展近代軍事以及近代工业為中心目的，提出了“自强”、“求富”的口号。在洋務運動中，洋務派建立了中國最早的近代軍工業與使用大機器生產具有資本主義性質的民用工業，為資產階級的出現起了显著的刺激作用。
以“師夷長技以自強”的洋務派不仅是為了維護清朝搖搖欲墜的統治，此亦是中国知识分子在面临“千年未有之变局”时之第一次救亡图存。虽然最后以甲午战争的惨败收场，但其對中國現代化奠定了基礎，有著強大的起後作用，也揭示著中國開始朝向現代化艱辛的歷程。

## 代表人物
- 中央
  - 愛新覺羅奕䜣，清朝宗室，清朝第六位皇帝道光帝之子，咸豐帝之弟弟。總理衙門大臣，領班軍機大臣。
  - 沈桂芬，軍機大臣，兵部尚書、總理衙門大臣。
  - 瓜爾佳文祥，軍機大臣。
- 地方：
  - 曾國藩，兩江總督（1860—1864），直隸總督（1868—1870）。
  - 李鴻章，直隸總督兼北洋通商事務大臣。
  - 張之洞，湖廣總督（1889—1894）。
  - 左宗棠，陝甘總督（1866—1875）。
  - 丁日昌，江南製造局總辦、江蘇巡撫、福建巡撫。
  - 沈葆楨，江西巡撫。
  - 劉銘傳，台灣巡撫。
  - 劉坤一，兩江總督。

## 參閲
- 清朝
- 洋務運動
- 太平天國
- 民族資產階級
- 明治維新
- 开化党